# Ray Middleton (lekkoatleta)
Ray Middleton, wł. Raymond Christopher Middleton (ur. 9 sierpnia 1936 w Marylebone w Londynie, zm. 8 stycznia 2023) – brytyjski lekkoatleta, chodziarz, wicemistrz igrzysk Imperium Brytyjskiego i Wspólnoty Brytyjskiej w 1966, olimpijczyk.

## Kariera sportowa
Na igrzyskach Imperium Brytyjskiego i Wspólnoty Brytyjskiej reprezentował Anglię, a na pozostałych dużych imprezach międzynarodowych Wielką Brytanię.
Wystąpił w chodzie na 50 kilometrów na mistrzostwach Europy w 1962 w Belgradzie, lecz został zdyskwalifikowany. Na igrzyskach olimpijskich w 1964 w Tokio zajął w tej konkurencji 13. miejsce.
Zdobył srebrny medal w chodzie na 20 mil na igrzyskach Imperium Brytyjskiego i Wspólnoty Brytyjskiej w 1966 w Kingston, przegrywając jedynie ze swym kolegą z reprezentacji Anglii Ronem Wallworkiem, a wyprzedzając Normana Reada z Nowej Zelandii. Zajął 5. miejsca w chodzie na 50 kilometrów na mistrzostwach Europy w 1966 w Budapeszcie i na mistrzostwach Europy w 1969 w Atenach.
Sześciokrotnie startował w pucharze świata, zawsze w chodzie na 50 kilometrów. Największy sukces odniósł w 1963 w Varese, ulegając tylko Istvánowi Havasi z Węgier. W pozostałych zawodach pucharu świata zajął następujące miejsca: 1961 w Lugano – 4. miejsce,  1965 w Pescarze – 7. miejsce, 1967 w Bad Saarow – 8. miejsce, 1970 w Eschborn – 11. miejsce i 1973 w Lugano – 19. miejsce.
Middlaton był mistrzem Wielkiej Brytanii (RWA) w chodzie na 50 kilometrów w 1963 i 1975, wicemistrzem w chodzie na 20 mil w 1965 i 1966 oraz w chodzie na 50 kilometrów w 1961, 1962, 1964, 1966, 1967 i 1970, a także brązowym medalistą w chodzie na 20 kilometrów w 1967 oraz w chodzie na 20 mil w 1961, 1963 i 1964. Był również brązowym medalistą mistrzostw Wielkiej Brytanii (AAA) w chodzie na 7 mil w 1962.

## Rekordy życiowe
Ray Middleton miał następujące rekordy życiowe:
- chód na 30 kilometrów – 2:26:46 (12 października 1969, Frankfurt)
- chód na 20 mil – 2:45:19 (5 sierpnia 1966, Kingston)
- chód na 50 kilometrów – 4:15:52 (27 maja 1972, Brema)